# Tetrastichus howardi
Tetrastichus howardi är en stekelart som först beskrevs av Arthur Sidney Olliff 1893.  Tetrastichus howardi ingår i släktet Tetrastichus och familjen finglanssteklar. Inga underarter finns listade i Catalogue of Life.